# 新北市廢止與缺號鄉道列表
新北市廢止與缺號鄉道列表列出原臺北縣境內目前缺號的鄉道主線編號與過去曾被編為鄉道的路線之詳細歷史資料及現況。

## 缺號鄉道路線

### 未正式起編
- 北103線：

- 起訖點：新店－大坪林
- 詳細起點：今日新店區廣明、張南里新店，中興路、北宜路路口，台9線岔路上。
- 詳細終點：今日新店區信義里大坪林，中興路、寶慶街路口。
- 里程：3.6k（養護告示牌上所載）
- 歷史沿革：

1. 1966年－1975年北103線起訖點石筍口－燦光（位於雙溪區三貂里）；1976年－1982年北103線為烏來－福山。
2. 2010年本線插設養護告示牌與里程牌。
3. 2015年，正式公告為新北市區道北103線。起訖點'二十張－新店。

- 現況：有插設里程牌、養護告示牌。早期路線均仍存在，1966年－1975年路線成為雙溪區三貂里的產業道路，1976年－1982年為今北107線。

### 近期廢止
- 北45線：

- 起訖點：雙溪口－坪林
- 詳細起點：今日石碇區隆盛、豐林里雙溪口，雙菁公路、石崁路路口，106線岔路上。
- 詳細終點：今日坪林區坪林里坪林，上德路、上昇路路口，北42線岔路上。
- 里程：16.048k（1976年），16.92k（1986年）
- 歷史沿革：

1. 1961年：北45線的編號至1982年皆為缺號。本路線編為北101線，起訖點雙溪－烏塗窟。
2. 1966年：新增北101-1線，起訖點坪林－雙溪。
3. 1976年：北101線改為雙溪－坪林，北101-1線改為石碇－烏塗窟。
4. 1983年：北101線改編為北45線，路線未有更動。
5. 1986年：升級為縣道106乙線，並將終點移動至台9線上。北45成為空號。

- 現況：路線尚存，為今106乙線「雙溪口－坪林」路段。

- 北59線[1]
- 北121線[1]

### 預留空號
本段落所載之路線資訊係記錄過去曾使用該編號之路線。
- 北市26線（北26線）：

- 起訖點：臺北－內湖
- 詳細起點：今日中山區新庄里，濱江街、新生北路路口，舊104線岔路上。
- 詳細終點：今日內湖區港墘里，江南街、內湖路路口，舊104線岔路上。
- 里程：7.081k（1961年）
- 歷史沿革：

1. 1961年：北市26線起訖點臺北－內湖。
2. 1968年：因應臺北市升格直轄市而全線解編。北26、北市26成為空號。

- 現況：

1. 幾乎全線消失。原線由舊濱江街、下塔悠路、內湖橋進入內湖區接濱江南路（今江南街）。起、終點附近一小段路尚存。

- 北41線：

- 起訖點：下罟子－長道坑
- 詳細起點：今日八里區下罟里下罟子，台15線岔路上。
- 詳細終點：今日八里區長坑里長道坑，水仙溪谷內。
- 里程：2.026k（1961年），4.865k（1976年）
- 歷史沿革：

1. 1961年：北41線起訖點下罟子－倒松，終點位於105線岔路上。
2. 1976年：終點延長至長道坑。
3. 1983年：原線改編為北51線並將終點延長至粉寮。北41成為空號。

- 現況：路線尚存，為今北51線。

- 北44線：

- 起訖點：寶斗厝－破竹林
- 詳細起點：今日林口區瑞平里寶斗厝，台15線岔路上。
- 詳細終點：今日林口區嘉寶里破竹林，106線岔路上。
- 里程：3.54k（1961年）
- 歷史沿革：

1. 1961年：北44線起訖點寶斗厝－破竹林
2. 1983年：改編為北77線，北44成為空號。

- 現況：路線尚存，為今北77線。

- 北46線：

- 起訖點：劉店崎－嘉寶
- 詳細起點：今日林口區頂福里劉店崎，106線岔路上。
- 詳細終點：今日林口區嘉寶里嘉寶，北77線岔路上。
- 里程：2.3k（1961年）
- 歷史沿革：

1. 1961年：北46線起訖點劉店崎－嘉寶
2. 1983年：原線改編為北77-1線，北46成為空號。

- 現況：路線尚存，為今北77-1線「嘉寶－劉店崎」路段。

- 北48線：

- 起訖點：黎頭寮－牛角坡
- 詳細起點：今日泰山區黎明里黎頭寮，106線岔路上。
- 詳細終點：今日新北市與桃園市之行政區界上。
- 里程：2.85k（1968年），5.11k（1976年）
- 歷史沿革：

1. 1968年：新編北桃48線，起訖點黎頭寮－苦苓林
2. 1970年：起訖點名稱改為黎頭寮－牛角坡，但實際路線未更動。
3. 1976年：改為北48線，里程增長至5.11k，起終點名稱未更動。
4. 1983年：解編後留下缺號。

- 現況：原北48線實際路線不明。

- 北69線：

- 起訖點：蘆洲－頭前
- 詳細起點：今日蘆洲區得勝里，103線舊線（中正路）岔路上。
- 詳細終點：今日新莊區文明里頭前庄，台1線岔路上。
- 里程：4.642k（1961年）
- 歷史沿革：

1. 1961年：北69線起訖點蘆洲－頭前。
2. 1983年：改編為北63線。
3. 近年：因103線改道，將起點延長至正義。

- 現況：路線尚存，為今北63線「蘆洲－頭前庄」路段。

- 北86線：

- 起訖點：外藤寮坑－內藤寮坑
- 詳細起點：今日土城區青雲、清溪里四汴頭，北89線岔路上。
- 詳細終點：今日土城區清化里內冷水坑。
- 里程：2.8k（1961年），3.1k（1976年）
- 歷史沿革：

1. 1961年：北86線起訖點四汴頭－清水坑。
2. 1976年：起訖點名稱更改為外藤寮坑－內藤寮坑，里程增加為3.1k。
3. 1983年：改編為北89-1線。里程縮短至約2.25k。

- 現況：路線尚存，為今北89-1線。

- 北119線：

- 本編號從未使用於任何鄉道路線上，推測為預留林口區桃北4-1線新北市境內路段或樹林區民和街所用。

## 廢止鄉道路線
- 淡水區
  - 文化路 → 新生街（北11線，1961年－1975年）
  - 淡金路三段333巷（北20線，1974年－1975年）
  - 水源街（北22線，1974年－1975年）
- 三芝區
  - 社和街，芝蘭路口－區界間（北5線，1983年－2000年）
- 石門區
  - 下員坑路（北16線，1983年－2000年）
- 汐止區
  - 中興路（北28線，1961年－1975年）
- 雙溪區
  - 雙柑公路（北36線，1961年－1982年；北38線，1983年－2009年）
- 貢寮區
  - 和美－澳底間北部濱海公路（北35線，1961年－1975年）
- 石碇區、坪林區
  - 雙溪口－坪林間公路（北101線，1961年－1982年；北101-1線（短暫用於南段），1966年－1975年；北45線，1983年－1985年）
- 五股區
  - 中直路（北55線，1961年－1982年）
  - 成泰路四段22巷（北59線，1961年－1975年）
- 蘆洲區
  - 三民路128巷 → 忠孝路112巷 → 忠孝路 → 成功路（北63線，1961年－1975年）
- 三重區
  - 車路頭街（北67線，1961年－2010年）
- 泰山區
  - 文程路（北114線，1969年－1975年）
- 林口區
  - 湖子路（北49線，1961年－1975年）
  - 竹林路（北51線、北51-1線，1961年－1975年）
  - 佳林路（北51線，1961年－1975年）
- 樹林區
  - 育英街（北75線，1961年－1975年）
  - 民和街（北107線，1966年－1975年；北75線，1976年－1982年）
- 土城區
  - 頂埔地區日治台車道改建道路（北81線、北82線，1961年－1975年）
  - 永安街（北83線，1961年－1975年）
  - 光明路（北84線，1961年－1975年）
- 板橋區
  - 文化路二段608巷 → 仁化街（北90線，1961年－1969年）
- 中和區
  - 安樂路，中正路口以北路段（北95線，1961年－1975年）
- 新店區
  - 環河路，中央路口以南路段（北100線，1983年－2000年）
  - 廣興路（北104線，1966年－1975年；北105線，1976年－1982年）

## 外部連結
- 政府公報資訊網 （页面存档备份，存于）
- 地名檢索系統